# Російсько-китайська конвенція 1898
Російсько-китайська конвенція 1898 — міжнародна угода підписана 27 березня 1898 Пекіні між російським повіреним у справах Олександром Павловим і членом імператорського Секретаріату й Колегії у іноземних справах уряду Цінського Китаю Лі Хунчжаном.
Передбачала надання Російській імперії в орендне користування міста Порт-Артур (Люйшунь) і Далянь (Дальний ), та дозволяла прокладку до цих портів залізниці (Південно-маньчжурська залізниця) від одного з пунктів Східно-китайської залізниці.

## Історія
Наприкінці 1897 боротьба світових держав за сфери впливу та концесії у Китаї загострилася. У листопаді 1897 бухта Цзяочжоу була захоплена Німецькою імперію, після чого уряд Китаю звернувся по допомогу до Росії. Уряд останньої обумовив надання допомоги лише у випадку задоволення російських інтересів у Північно-східному Китаї, включаючи будівництво залізничної магістралі. Після встановлення Великою Британією своєї сфери впливу у районі Янцзи і укладання 1 березня 1898 англо-китайської угоди про позику, у Пекіні 3 березня 1898 року почалися російсько-китайські переговори, підсумком яких і стало підписання Російсько-китайської конвенції.

## Зміст
Згідно зі статтями І, ІІ й ІІІ даної конвенції, Росія одержала в повне й виняткове орендне користування на 25 років Люйшунь і Далянь із прилягаючим водним і територіальним простором при збереженні й непорушенні верховних прав Китаю на дану територію. Згідно зі статтями IV і V даної конвенції, на орендованих територіях військове й вище цивільне керівництво передавалося російським владі. Північніше орендованої ділянки встановлювалася нейтральна зона зі збереженням китайського керування й допуском у цю зону китайських військ за згоди з російської влади. 
У статті VI конвенції, Люйшунь, як чисто військовий порт Росії й Китаю, оголошувався закритим для кораблів усіх інших держав. Усі бухти Даляня, крім однієї, яка призначалася тільки для Росії й Китаю, оголошувалися вільними для доступу торгових суден усіх країн. 
Конвенція також надала право Компанії "Східно китайська залізниця" (КВЖД) спорудити залізничну гілку від однієї зі станцій залізниці до Даляня, а якщо буде потреба й до іншого пункту між містом Інцзи й рікою Ялуцзян. 
7 травня 1898 року до даної конвенції був доданий ще одиин протокол, за яким уряд Китаю зобов'язався не уступати іноземцям без згоди Росії жодного ділянки нейтральної зони, не відкривати для торгівлі жодного з портів на східному і західному узбережжі цієї зони, а також не надавати іноземцям залізничних, гірничорудних і промислових концесій у нейтральній зоні. Російсько-китайська конвенція припинила діяти у зв'язку з підписанням Портсмутського мирного договору 1905 року.